# USS Minnesota (BB-22)
Pour les autres navires du même nom, voir USS Minnesota.
L'USS Minnesota (BB-22) est un cuirassé de la Marine des États-Unis. Deuxième navire de cette force à être nommé d'après l'État du Minnesota, il est le troisième de la classe Connecticut. Lancé le 8 avril 1905, il entre en service deux ans plus tard. En 1907, il participe à la circumnavigation de la Grande flotte blanche, véritable démonstration de force de la puissance navale américaine. Il est ensuite impliqué dans la guerre des Bananes, protégeant les intérêts américains pendant la Révolution mexicaine et l'occupation américaine de Veracruz. Durant la Première Guerre mondiale, il est déployé près de la côte Est des États-Unis, servant de navire-école ; en septembre 1918, il touche une mine posée par un Uboot. Après avoir subi des réparations, le conflit terminé, il rapatrie de nombreux soldats de l'American Expeditionary Force avant de servir de navire-école. Il est retiré du service en décembre 1921 à la suite des restrictions imposées par le traité naval de Washington.

## Conception
Le 6 mars 1901, le secrétaire à la Marine des États-Unis John Davis Long demande au Board on Construction de lancer une étude sur la conception d'un nouveau type de cuirassés ; ainsi, plusieurs bureaux proposent différents designs qui sont ensuite étudiés par le Board.
Le Board on Construction favorise un navire sur lequel les canons de 6 pouces (152 mm) et de 8 pouces (203 mm) sont remplacés par 24 canons de 7 pouces (178 mm) nouvellement conçus ; ce sont les canons les plus puissants qui puissent être manipulés par un seul homme. En plus de ceux-ci, il est prévu que le cuirassé embarque 24 canons de 3 pouces (76 mm) anti-torpilleurs. Le blindage principal doit être plus léger car réparti uniformément sur la longueur du navire. La proposition préférée par le Board aurait ainsi un déplacement de 15 560 long tons (15 809 t)
Le Bureau of Construction and Repair, cependant, propose un concept dérivé de la classe Virginia emportant 16 canons de 8 pouces (203 mm), douze sous forme de tourelles et quatre en casemates ; ces derniers sont finalement abandonnés, donnant un navire emportant douze canons de 8 pouces, douze de 6 pouces et huit de 3 pouces sur un navire de 15 860 long tons (16 114 t). Ce concept est finalement rejeté car la réduction du nombre de canons anti-torpilleurs est trop drastique.
Bien que l'une des deux propositions ait été rejetée, le débat continue. En novembre, le Board décide de nouveaux plans : huit canons de 8 pouces montés en tourelles et douze canons de 7 pouces. Cette disposition est choisie car un obus de 8 pouces peut pénétrer le blindage moyen d'un cuirassé, et celui de 7 pouces est capable d'un tir rapide. Ce nouveau concept possède aussi un blindage plus lourd et plus épais que le précédent. Deux navires basés sur ces plans sont autorisés le 1er juillet 1902, le Connecticut et le Louisiana ; trois de plus le sont le 2 mars 1903 : les Vermont, Kansas, et Minnesota. La construction du New Hampshire est quant à elle autorisée le 27 avril 1904,.